# Deutz D 2505
Der Deutz D 2505 ist ein Traktormodell der Klöckner-Humboldt-Deutz AG aus der Deutz D-Serie, der von 1965 bis 1967 in den Deutz-Werken in Köln produziert wurde. Insgesamt wurden von diesem Deutz-Modell 9.200 Traktoren gebaut.
Der Deutz D 2505 verfügte über einen luftgekühlten 4-Takt-Zweizylinder-Wirbelkammer-Reihenmotor des Typs F2L812 mit 16,1 kW (22 PS). Zudem zeichnet sich der Motor durch einen Ölbadfilter und eine Druckumlaufschmierung aus. Der Motor besitzt einen Hubraum von 1700 cm³ sowie einen Verdichtungsdruck von 20 bis 28 bar. Die Höchstgeschwindigkeit des D 2505 lag im Vorwärtsgang bei 25,9 km/h und im Rückwärtsgang bei 2,0 km/h. Bei einer Breite von 1545 mm und einer Länge von 3290 mm beträgt das Leergewicht des Schleppers 1550 kg.